# Mravlji gomolj
Mravlji gomolj (mirmekodija, lat. Myrmecodia), biljni rod iz porodice broćevki smješten u tribus Psychotrieae, dio tribusa Rubioideae. Sastoji se od dvadesetak vrsta vazdazelenih polugrmova na jugoistočnoj Aziji i sjeveroistiočnoj Australiji.
Mravlji gomolj je epifitni rod čije vrste žive u međusobnoj povezanosti s kolonijama mrava kojima pružaju utočište i hranu, a preko mrava dolaze i do drugih hranjivih tvari koje mravi dovlače s mnogo šireg područja nego što ga može pokriti korijen biljke. Na ovaj način mravi djeluju kao pokretni korijenski sustav.

## Vrste
1. Myrmecodia alata Becc.
2. Myrmecodia albertisii Becc.
3. Myrmecodia angustifolia Valeton
4. Myrmecodia archboldiana Merr. & L.M.Perry
5. Myrmecodia aureospina Huxley & Jebb
6. Myrmecodia beccarii Hook.f.
7. Myrmecodia brassii Merr. & L.M.Perry
8. Myrmecodia erinacea Becc.
9. Myrmecodia ferox Huxley & Jebb
10. Myrmecodia gracilispina Huxley & Jebb
11. Myrmecodia horrida Huxley & Jebb
12. Myrmecodia jobiensis Becc.
13. Myrmecodia kutubuensis Huxley & Jebb
14. Myrmecodia lamii Merr. & L.M.Perry
15. Myrmecodia longifolia Valeton
16. Myrmecodia longissima Valeton
17. Myrmecodia melanacantha Huxley & Jebb
18. Myrmecodia oblongata Valeton
19. Myrmecodia oksapminensis Huxley & Jebb
20. Myrmecodia paradoxa Huxley & Jebb
21. Myrmecodia pendens Merr. & L.M.Perry
22. Myrmecodia platyrea Becc.
23. Myrmecodia platytyrea Becc.
24. Myrmecodia pteroaspida Huxley & Jebb
25. Myrmecodia schlechteri Valeton
26. Myrmecodia sterrophylla Merr. & L.M.Perry
27. Myrmecodia tuberosa Jack

## Vanjske poveznice
|  | Zajednički poslužitelj ima još gradiva o temi Myrmecodia |
|  | Wikivrste imaju podatke o taksonu Myrmecodia             |